# Robin Masters
Robin Masters a Magnum (Magnum P.I.) című televíziós sorozat egyik kitalált szereplője. Karaktere leginkább Columbo rejtélyes feleségére emlékeztet; gyakran emlegetett és az eseményekre rendszerint befolyással rendelkező, ám a néző számára tökéletesen ismeretlen figura. Homályos alakját, jelentőségét a sorozat készítői tudatosan mitizálták – ebből fakad egyéniessége is. 
A kerettörténet szerint Robin Masters elfoglalt bestselleríró; annak az Oahu-n (Hawaii szk., Egyesült Államok) található birtoknak a tulajdonosa, ahol a sorozat főszereplője, Thomas Sullivan Magnum IV magánnyomozó és a biztonsági főelőadó, Jonathan Quayle Higgins III él. Utóbbi feladata a vagyon biztosításán túl az író jótékonykodásának szervezése, a házvezetés, az értékek gondozása, valamint a két őrdobermann, Zeus és Apollo gondozása is. Magnum (bár megbízatása szerint a birtok kisegítő biztonsági embere) magánnyomozó, aki rendszerint csupán aludni és borkészletet csapolni jár haza, az izgalmas mindennapok szabad óráiban. Robin Masters ezalatt csupán a kettejük közötti párbeszédekben bukkan fel: Higgins rendszeresen figyelmezteti Magnumot, hogy tartózkodjon Mr. Masters értékes borainak tolvajlásától, hölgyvendégeivel való flörtöléstől, a kutyák hergelésétől valamint a szintén Masters-tulajdon piros Ferrari kegyetlen lehasználásától. 
Robin Masters maga népszerűsége okán annyira elfoglalt, hogy sohasem áll módjában saját birtokán személyesen kipihenni fáradalmait – még ha (Higgins állítása szerint) időről időre tervezi is azt. Az IMDB szerint kétszer bukkan fel a sorozatban, de akkor is csak a hangját hallhatjuk, először 1981-ben, majd másodszor 1983-ban. Mindkét alkalommal a rendezőóriás, Orson Welles személyesíti meg.

## A Masters-enigma

Jonathan Quayle Higgins III (John Hillerman)

A sorozat kedvelői között immár örökre eldönthetetlen vita marad, ki valójában Robin Masters. Egyes elméletek szerint az író-birtoktulajdonos valójában egyenlő Higginssel, mások hevesen elvetik e vélekedést. Létezik egy rész, amikor Robin Masterst a birtok főépületének hálószobájában támadja meg egy bérgyilkos, azonban ezt az író és Magnum közös terve hiúsítja meg. Eszerint Tomas Magnum ismeri Robin Masterst, tehát számára az író alakja nem rejtély, csak a nézők számára maradt az örök időkre. A Higgins-teóriát támasztja alá, hogy a birtok gondnokaként működő háborús veterán legkedveltebb elfoglaltsága a történetmesélés (akár egy írónak). Kezdetektől (sőt még annál is régebben) a birtokon él, előkelő izlésű ám kimért és visszahúzódó (megint csak: akár a legtöbb sikeres bestseller-szerző). Higgins mindig is rejtélyesen fogalmaz "Mr. Mastersszel", a milliomos hollétével, tevékenységével, a birtokot érintő kéréseivel kapcsolatban. Egy alkalommal, amikor Magnum mély kómában fekszik a városi kórház intenzív osztályán, ágya mellett "Higgie" elérzékenyülve úgy fogalmaz: "ha így mész el, sohasem tudod meg, ki is valójában Robin Masters". Ugyanakkor tény, hogy létezik egyetlen epizód, ahol telefonon keresztül hallható Mr. Robin Masters hangja: szerepének médiatörténeti és dramaturgiai jelentőségét az is jelzi, hogy a hangot ebben a részben a rejtélyek nagymestere, maga Orson Welles kölcsönözte a talányos figurának. Noah Uzal, a sorozat executive producere állítja: eredetileg tervezték, hogy a befejező részben végül alakot adnak Robin Masters figurájának. Bár erre nem került sor, a szereplők sorsának lezárásakor Higgins egymás után két sejtelmes kijelentést is tesz. "Valójában én vagyok Robin Masters", mondja,  majd valamivel később cáfol, miszerint "Hazudtam Robin Masters kilétével kapcsolatban". 

## Érdekességek
Robin Masters – fantomszereplő, Magnum P.I. televíziós sorozat [162 epizód (egyenként 45 perc), készült 1980-1988 között (8 évad), alkotói Donald P. Bellisario és Glen A. Larson]. 
A Mr. Masters tulajdonát képező dobbermanokat 6 db e célra kiképzett kutya játszotta. 
Robin Masters "bestselleríró" regényeinek címe (a sorozatban elhangzásuk sorrendjében): 
- Babes in Babylon
- Fruit of Passion
- The Golden Spike
- Tahiti Kill
- The Seamy Side of Dawn
- Golden Tradewinds
- Blood of the August Kitten
- Die and Die Again
- The Treasure of Kalaniopu'u
- Serpent's Whisper
- Echoes of Ecstasy
- Transitions

 Robin Masters regényeinek papírra vetésekor  sohasem használ írógépet. Gondolatmeneteit inkább magnóba diktálja. 
A sorozat főszereplője által használt, valójában Robin Masters tulajdonát képező gépjármű típusa: (1984) Ferrari 308 (GTSi/hátsókerék-meghajtású, európai típusú mellső lökhárítóval és eredeti Ferrari-légterelőrendszerrel). A típust 1975 és 1985 között gyártották, a sorozatban pedig folyamatos modellfrissítést hajtottak végre, minden új szériában új 308 GTS-t használtak. Az 1979-es első Ferrari alvázszáma 28251.
Fontos megemlíteni, hogy Robin Masters egy másik, fentivel nagyrészt egyező, ám sötétszürke színű 308 GTSi típusú Ferrarit is fenntart a Hawaii-szigeteken. Ezt a gépkocsit a 6. évad Summer School című epizódjában, a birtokon tett látogatásakor az író fiatal unokaöccse használja. E második Ferrari állandó tartózkodási helye ismeretlen. 
A Masters-Ferrari(k) értéke: 60 000 USD 
A Masters-birtokon használt gépkocsik rendszámai: ROBIN-1 (Ferrari 308 GTS); ROBIN-2 (Audi 5000); ROBIN-3 (GMC Jimmy pickup)
A Masters-birtok neve eredeti nyelven: Robin's Nest 
A Masters-birtok pontos (és létező) címe: 26-Waimanalo HI 96795, Oahu, Hawaii, United States. A sorozatban a birtok szintén Oahu-n, ám nem ezen a címen, hanem a képzeletbeli Kalakua Drive-on található. 
Robin Mastersnek természetesen nem ez az egyetlen ingatlantulajdona. A sorozatban elhangzó részletek szerint magáénak mondhat még egy lakást Manhattanben (New York, Egyesült Államok), egy villát Andros szigetén (Görögország) és egy faházat Innsbruckban is (Ausztria). 
A hawaii Masters-birtok tulajdonosa a valóságban egy helyi politikus, Eve Glover Anderson republikánus képviselő. Az ingatlan – mely a való életben sokkal kisebb a sorozatban megismert méreteinél – más produkciókban is feltűnt, például a Hawaii Five-O című, a tengerentúlon nagy sikerrel futott szériában.

## Masters-kultusz
Robin Masters figurájának kultuszát jól jellemzi, hogy neve alatt kedvelt szabadidős ruházati márka – a Robin Masters Pacific Merchants – is született a Hawaii-szigeteken. Németországban közismert bűvész vette fel a nevet. Felhasználók a világ számtalan kedvelt internetes fórumán használják álnévként is, utalva a rejtélyes identitásra. Magyarországon az underground szubkultúrákban is találkozhatunk a névvel: Mr. Masters néven DJ, Robin Masters Project néven zenekar, Robin Masters néven blogger is tevékenykedik hazánkban.

## Külső hivatkozások
- Vita a Masters-identitásról[halott link]
- Magnum Infosite
- A sorozat az IMDB-n
- Magnum Mania